# Matisia samariensis
Matisia samariensis là một loài thực vật có hoa trong họ Cẩm quỳ. Loài này được (Cuatrec.) Cuatrec. mô tả khoa học đầu tiên năm 1954.